# Provinz Byumba

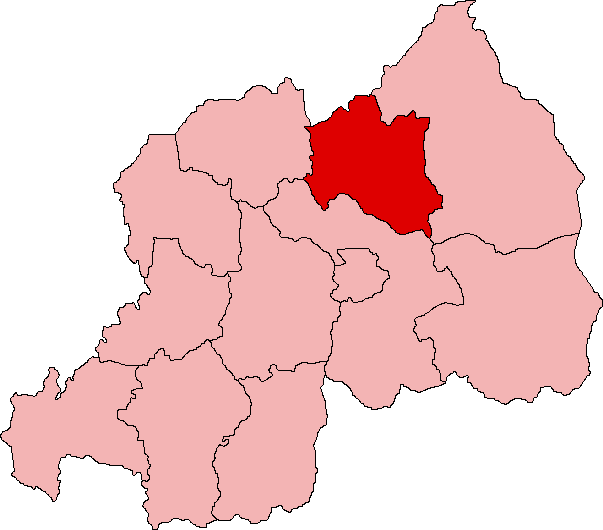
Lage der ehemaligen Provinz Byumba in Ruanda

Die Provinz Byumba war eine von zwölf Provinzen der Verwaltungsgliederung Ruandas bis 2006. Im Januar 2006 wurden diese in eine kleinere Anzahl neuer Provinzen eingeteilt, um ethnisch vielfältigere Verwaltungsgebiete zu schaffen. Die Provinz Byumba befand sich im Norden Ruandas an der Grenze zu Uganda. Nachbarprovinzen waren im Osten Umutara, im Süden Kigali Rural und im Westen Ruhengeri. Provinzhauptstadt war Byumba.
Die Provinz unterteilte sich in folgende neun Distrikte:
1. Byumba
2. Kisaro
3. Kinihira
4. Bungwe
5. Rushaki
6. Rebero
7. Ngarama
8. Humure
9. Rwamiko